# Dominikia roonwali
Dominikia roonwali là một loài bọ cánh cứng trong họ Bostrichidae. Loài này được Rai miêu tả khoa học năm 1966.